# Canal de Saimaa

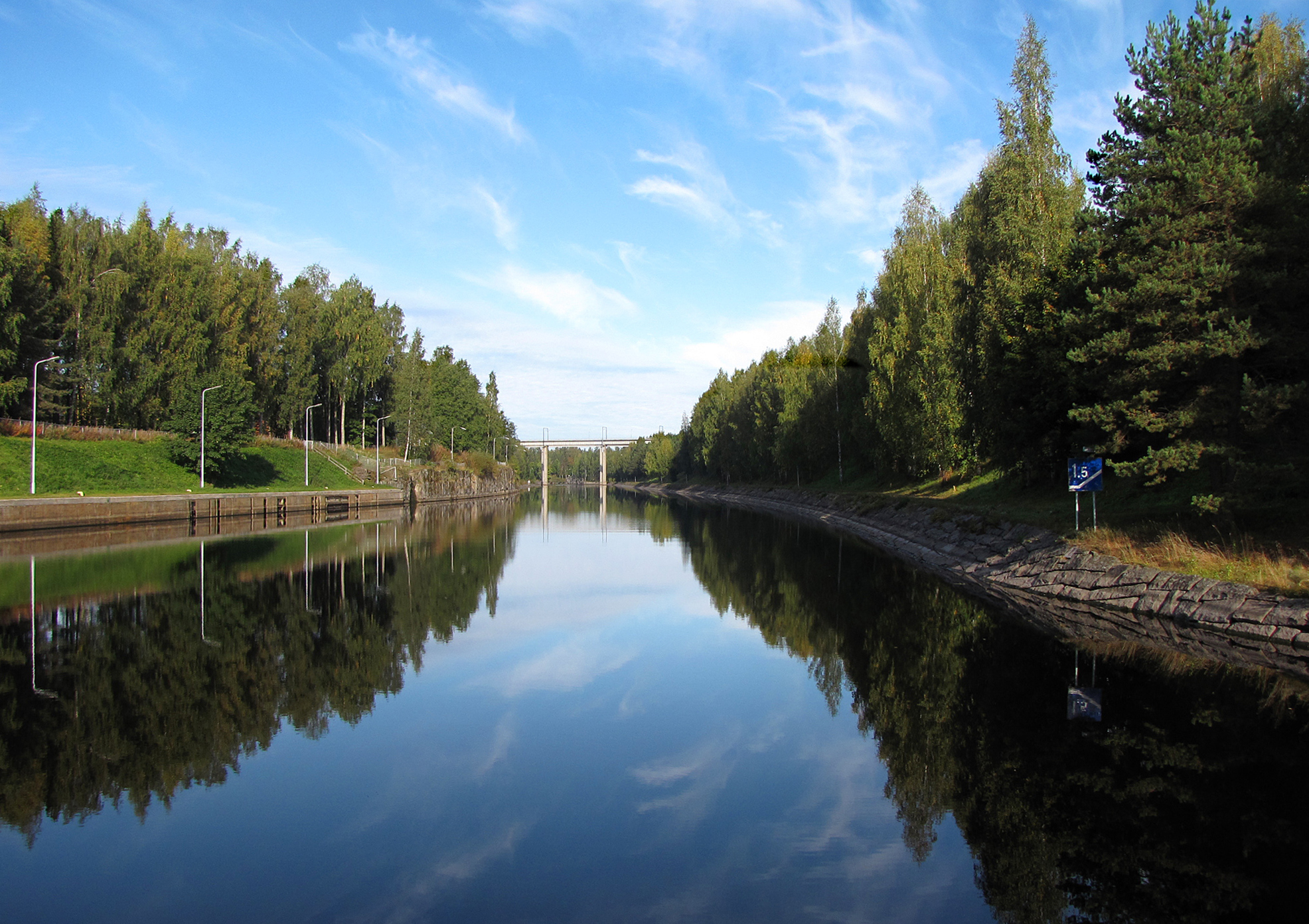

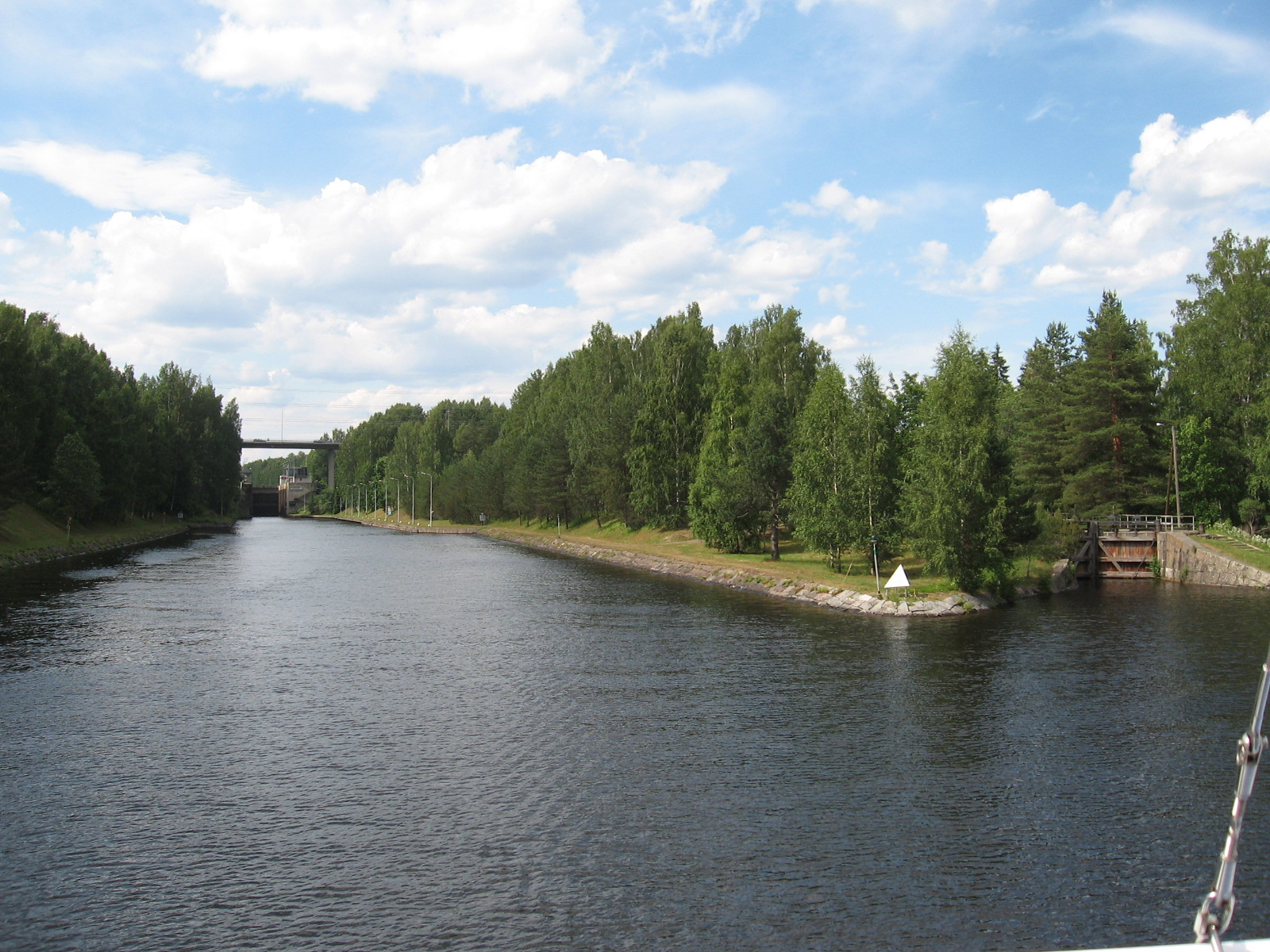

Mapa do canal Saimaa

O canal de Saimaa (Russo:Сайменский канал; Finlândes: Saimaan kanava; Sueco: Saima kanal) conecta o lago de Saimaa, na Finlândia, à Baía de Vyborg no Golfo da Finlândia, já no território da Rússia. O canal foi inaugurado em 7 de setembro de 1856, ligando as cidades de Lappeenranta e Vyborg, com uma extensão de 57 km, dos quais 29 na Finlândia.

## História
O canal, inaugurado em 1856, foi construído entre as cidades de Lappeenranta e Viipuri (hoje parte da Rússia), ambas então no Grão-Ducado autônomo da Finlândia no Império Russo.
No Tratado de Paz de Moscou de 1940, a Finlândia cedeu o Istmo da Carélia e Vyborg à União Soviética; o controle do canal foi dividido e o tráfego encerrado.
A Finlândia obteve um arrendamento de 50 anos na parte soviética do canal e na Ilha Maly Vysotsky (Ravansaari) em 1963. A Finlândia construiu um canal mais profundo de 42,9 quilômetros (26,7 milhas), inaugurado em 1968. O aluguel anual durante este arrendamento aumentou apenas uma vez.
Em 2010, a Finlândia obteve um segundo arrendamento de 50 anos da Rússia, começando em 2013. Maly Vysotsky não foi incluído no novo arrendamento. As negociações em 2008 aumentaram a renda anual de 290 000 euros para 1,22 milhões de euros, com revisões a cada 10 anos. O novo acordo entrou em vigor em 17 de fevereiro de 2012.

Os regulamentos relativos às regras marítimas e ao emprego do pessoal do canal estão sob a jurisdição finlandesa; em todos os outros casos, aplicam-se as leis russas. Os passaportes são exigidos nas fronteiras internacionais, mas os vistos russos não são necessários apenas para passar pelo canal.